# Rignieux-le-Franc
Rignieux-le-Franc es una comuna francesa del departamento de Ain, en la región de Auvernia-Ródano-Alpes.

## Demografía
| 224 | 205 | 286 | 553 | 743 | 839 | 937 | 964 |
| Para los censos de 1962 a 1999 la población legal corresponde a la población sin duplicidades (Fuente: INSEE [Consultar]) |     |     |     |     |     |     |     |